# Ignaz Holzbauer
Ignaz Jakob Holzbauer (Viena, 17 de setembro de 1711 – Mannheim, 7 de abril de 1783) foi um compositor austríaco de sinfonias, concertos, óperas e música de câmara, e um membro da Escola de Mannheim. Seu estilo está em consonância com a estética do Sturm und Drang.
Sua ópera Il figlio delle selve (1753) foi um sucesso, valendo-lhe uma oferta de trabalho na corte de Mannheim, onde permaneceu pelo resto de sua vida, continuando a compor e ensinar seus alunos, incluindo Johann Anton Friedrich Fleischmann e Carl Stamitz. Sua ópera Günther von Schwarzburg, baseada na vida do rei homônimo, foi uma das primeiras óperas alemãs.